# Duccio Tessari
Duccio Tessari, all'anagrafe Amadeo Tessari (Genova, 11 ottobre 1926 – Roma, 6 settembre 1994), è stato un regista e sceneggiatore italiano.

## Biografia
Iniziò la carriera negli anni cinquanta come aiuto regista in diversi film del filone peplum. Più tardi passò al genere western: è infatti lui il co-sceneggiatore del film Per un pugno di dollari, diretto dall'amico Sergio Leone. Assieme a Leone e a Sergio Corbucci è dunque considerato uno dei padri del western all'italiana.
Nel 1965 diede il via alla popolare serie di "Ringo", lanciando l'attore Giuliano Gemma. 
Nel 1975, girò il film Zorro, con Alain Delon nel ruolo protagonista. La pellicola si rivelò campione d'incassi in Italia, e un grande successo in Europa e in Cina.
Negli anni ottanta lasciò il cinema per la televisione sceneggiando alcune serie e il documentario Arrivano i vostri, dedicato al genere spaghetti-western. Diresse un paio di film in vecchiaia. Non fece in tempo a partecipare alla successiva riscoperta dello spaghetti-western e che probabilmente lo avrebbe visto fra i protagonisti, tuttavia nel 1986 venne intervistato per il libro C'era una volta il western italiano (di Lorenzo De Luca, IBN 1987), che di tale riscoperta fu pioniere.
Morì a Roma, a causa di un tumore.

### Vita privata
Era marito dell'attrice Lorella De Luca e padre di Cristiano Tessari, Federica Tessari e Fiorenza Tessari e nonno di Fiore Manni, entrambe attrici.

## Filmografia parziale

### Regista

#### Cinema
- Arrivano i titani (1962)
- Il fornaretto di Venezia (1963)
- La sfinge sorride prima di morire - Stop Londra (1964)
- Una voglia da morire (1965)
- Una pistola per Ringo (1965)
- Il ritorno di Ringo (1965)
- Kiss Kiss... Bang Bang (1966)
- Per amore... per magia... (1967)
- Meglio vedova (1968)
- I bastardi (1968)
- Vivi o preferibilmente morti (1969)
- Quella piccola differenza (1969)
- La morte risale a ieri sera (1970)
- Una farfalla con le ali insanguinate (1971)
- Viva la muerte... tua! (1971)
- Forza "G" (1972)
- Gli eroi (1973)
- Tony Arzenta - Big Guns (1973)
- L'uomo senza memoria (1974)
- Uomini duri (1974)
- Zorro (1975)
- Safari Express (1976)
- La madama (1976)
- L'alba dei falsi dei (1978)
- Un centesimo di secondo  (1981)
- Tex e il signore degli abissi (1985)
- Bitte laßt die Blumen leben (1986)
- C'era un castello con 40 cani (1989)
- Beyond Justice (1992)

#### Televisione
- Caccia al ladro d'autore, episodio Il ratto di Proserpina  (1985)
- Baciami strega (1985)
- Una grande storia d'amore (1987)
- Fazzoletto azzurro (1988)
- Quel treno per Vienna (1988)
- Ultima primavera (1988)
- Il principe del deserto (1991)
- Il gorilla - Bomba nell'oasi (1992)

### Sceneggiatore
- Pezzo, capopezzo e capitano (1958)
- Il colosso di Rodi, regia di Sergio Leone (1960)
- La regina delle Amazzoni, regia di Vittorio Sala (1960)
- Messalina Venere imperatrice, regia di Vittorio Cottafavi (1960)
- Romolo e Remo, regia di Sergio Corbucci (1961)
- Maciste contro il vampiro, regia di Sergio Corbucci e Giacomo Gentilomo (1961)
- 7 pistole per i MacGregor, regia di Franco Giraldi (1966)
- Dick Smart 2.007, regia di Franco Prosperi (1967)
- Un treno per Durango, regia di Mario Caiano (1968)